# San Bernardo (Chile)
San Bernardo este un oraș și comună din provincia Maipo, regiunea Metropolitană Santiago, Chile, cu o populație de 246.762 locuitori (2012) și o suprafață de 155,1 km2.